# Christiaan Cornelissen
Christiaan Gerardus Cornelissen (30 de agosto de 1864-21 de enero de 1942) fue un escritor holandés, economista y sindicalista anarcocomunista.

## Orígenes en Holanda
Cornelissen era el segundo de cinco hijos de Johannes Cornelissen, carpintero en Bolduque, Brabante Septentrional, y Mechelina van Wijk. Se convirtió en maestro de escuela primaria en Middelburg, Zelanda. A fines de 1880 comenzó a trabajar para Recht voor Allen ("Justicia para todos"), el órgano de la Liga Social Demócrata (en holandés: Sociaal-Democratische Bond, SDB). Junto a Ferdinand Domela Nieuwenhuis, pronto se convirtió en líder de la SDB, miembro del Comité Central y jefe de la secretaría internacional. Se quedó en la SDB, que se denomina Liga Socialista, durante la ruptura del Partido de los Trabajadores Social Demócrata (en holandés: Sociaal Democratische Partij Arbeiders, SDAP). Asistió al segundo congreso de la Segunda Internacional en Bruselas, como corresponsal especial de la publicación Recht voor Allen, y como delegado del sindicato de ferrocarriles holandés contribuyendo a la resolución antimilitarista del ala izquierda del congreso.
En 1891, tradujo el Manifiesto Comunista al holandés. En 1893, fue uno de los fundadores de la Secretaría Nacional del Trabajo (en holandés: Nationaal Arbeids-Secretariaat; NAS). En el año siguiente, llegó a conocer el anarquista francés y sindicalista Fernand Pelloutier y apoya a los anarquistas expulsados Congreso de la Segunda Internacional de 1893 en Zúrich.

## Actividades en Francia
La creciente influencia de los socialdemócratas en la Liga Socialista llevó a Cornelissen a trasladarse a París en 1898. Sin embargo, se mantuvo en contacto con el movimiento sindicalista en los Países Bajos y continuó escribiendo para la Volksblad y varios periódicos anarquistas. En Francia, trabajó con muchos de los anarquistas que había llegado a conocer en Zúrich. Como hablaba tanto inglés como alemán, además del francés y holandés, fue especialmente útil como traductor. Contribuyó a La Voix du peuple y La Bataille syndicaliste bajo el seudónimo de "Rupert" (una referencia a su esposa Katharina Elisabeth Frederike (Lilian) Rupertus con quien se había casado en octubre de 1899), ya que temía a su deportación si se hacían públicas sus actividades anarquistas. En 1903, Rupertus dio a luz al hijo de la pareja, Fred.
Los contactos internacionales de Cornelissen también son útiles en la organización en 1907 del Congreso Internacional Anarquista de Ámsterdam, que sirvió para establecer relaciones entre los anarquistas de todo el mundo. Desde 1907, editó el Bulletin internationale du mouvement syndicaliste. También desempeñó un papel importante en la organización del Congreso Internacional Sindicalista de 1913 en Londres. Durante la Primera Guerra Mundial, Cornelissen apoyó activamente la Unión sacrée, una tregua patriótica entre el Estado francés y el movimiento socialista. Escribió varios folletos antialemanes en apoyo de la guerra, adhiriendo al Manifiesto de los sesenta. Su apoyo a la guerra lo distanció de muchos de sus compañeros sindicalistas y anarquistas. 

## Economista
Después de la guerra, se dedicó principalmente a sus estudios económicos. En 1944 se publicó su Traité général de la ciencia économique (Tratado general sobre la ciencia económica), una elaboración sobre Théorie de la valeur (teoría del valor), que había publicado en 1903, para refutar la teoría del valor trabajo, a la que adherían tanto economistas clásicos y Marx. Murió en 1942 en Domme.

## Obras
- Kritiek van een Radicaal op Karl Marx. La Haye, Liebers, 1891.
- Les diverses tendances du parti ouvrier international. A propos de l’ordre du jour du Congrès international ouvrier socialiste de Zürich (1893). Bruxelles, éd. de la Société nouvelle, 1893.
- Le communisme révolutionnaire. Projet pour une entente et pour l’action commune des socialistes révolutionnaires et des communistes anarchistes. Bruxelles, éd. de la Société nouvelle, 1896.
- En marche vers la société nouvelle. Principes, tendances, tactique de la lutte de classes. París, Stock, 1900, coll. Bibliothèque sociologique n.° 29 ”.
- Op Weg naar de nieuwe Maatschappij, 1902.
- Theorie der waarde. Kritiek op de theorieën van Rodbertus, Karl Marx, Stanley Jevons en Von Böhm-Bawerk. Ámsterdam, H.J.W. Becht, 1903.
- Directe actie-zelf doen. Ámsterdam, Wink, 1904.
- Bulletin International du Mouvement Syndicaliste, 1907.
- Über die Evolution des Anarchismus. Tubingen, Moww, 1908.
- Les dessous économiques de la guerre. Les appétits allemands et les devoirs de l’Europe occidentale. Prólogo de Charles Andler, París-Nancy, Berger-Levrault, 1915.
- Les conséquences économiques d’une paix allemande. París, Berger-Levrault, 1918.
- Über die theoretischen und wirtschaftlichen Grundlagen des Syndikalismus. Leipzig, Verlag von C. L. Hirschfeld, 1926, In: Forschungen zur Völkerpsychologie und Soziologie, Band II: Partei und Klasse im Lebensprozeß der Gesellschaft, 1926.
- Les générations nouvelles. Essai d’une éthique moderne. París, Mercure de Francia, 1935.
- Théorie du salaire et du travail salarié. París, Giard et Brière, 1908.
- Théorie de la valeur. Avec une réfutation des théories de Rodbertus, Karl Marx, Stanley Jevons et Boehm-Bawerk. París, Giard et Brière, 1913.
- Traité général de science économique. París, Marcel Giard, 1926.
- Les générations nouvelles. Essai d’éthique moderne. París, Mercure de Francia, 1935.

## Literatura
- H. Wedman: Christiaan Cornelissen. Marxism and Revolutionary Syndicalism, en: M. van der Linden: Die Rezeption der Marxchen Theorie in den Niederlanden. Trier 1992.
- Bert Altena, Homme Wedman, Christiaan Cornelissen: Tussen Anarchisme en Sociaaldemokratie. Anarchistische Uitgaven, ISBN 90-71413-01-2